# Petite Église
La Petite Église (en català Petita Església) és una escissió de l'Església Catòlica sorgida a la França el 1801 arran de la signatura del Concordat entre el primer Cònsol Napoleó Bonaparte i el Papa Pius VII.
Aquest Concordat suposava la pacificació de l'Església Francesa, dividida en temps de la Revolució entre capellans pro-republicans i contraris al nou règim. Però algunes comunitats el van veure com una claudicació de l'Església enfront de l'Estat i una acceptació de totes les vexacions sofertes durant el període revolucionari. Per això van rebutjar l'autoritat papal i s'han mantingut al marge de Roma des de llavors.
La principal característica d'aquestes comunitats és l'absència de sacerdots. En l'actualitat es realitzen les oracions en les cases o en petites capelles guiades per laics i se segueixen utilitzant missals de l'època de Lluís XVI amb la litúrgia en Llatí.
S'estima que el nombre actual de fidels és d'uns 4000, dels quals 3000 pertanyen a la comunitat del nord de Deux-Sèvres coneguda com els Dissidents i la resta a les petites comunitats dels Stévenistes a Bèlgica (part de França en el moment del concordat), Blancs a Borgonya i la Petite Église du Lyonnais (Lió).